# Ensiforma
Ensiforma is een geslacht van kevers uit de familie bladkevers (Chrysomelidae).
De wetenschappelijke naam van het geslacht werd in 1876 gepubliceerd door Martin Jacoby.

## Soorten
- Ensiforma aeropaga (Bechyne, 1956)
- Ensiforma asteria (Bechyne & Bechyne, 1962)
- Ensiforma caerulea (Jacoby, 1876)
- Ensiforma chiquitoensis (Bechyne, 1958)
- Ensiforma complexicornis (Bechyne, 1956)
- Ensiforma dianeira (Bechyne & Bechyne, 1962)
- Ensiforma inflaticornis (Bechyne, 1956)
- Ensiforma melancholica (Baly, 1889)
- Ensiforma muriensis (Bechyne, 1956)